# Limnophyes tamakireides
Limnophyes tamakireides är en tvåvingeart som beskrevs av Sasa 1983. Limnophyes tamakireides ingår i släktet Limnophyes och familjen fjädermyggor. Inga underarter finns listade i Catalogue of Life.